# Gmina Lapovo
Gmina Lapovo (serb. Opština Lapovo / Општина Лапово) – gmina w Serbii, w okręgu szumadijskim. W 2018 roku liczyła 7210 mieszkańców.